# UTC+14
UTC+14 ist eine Zonenzeit, welche gleich wie die UTC−10 den Längenhalbkreis 150° West = 210° Ost als Bezugsmeridian hat. Beide Zonenzeiten sind ein und dieselbe Uhrzeit. Der Unterschied liegt im Kalenderdatum. Mit UTC+14 wird gleichzeitig darauf hingewiesen, dass man im Gebiet ihrer Anwendung (einzig im Ostteil des Inselstaates Kiribati) gegenüber Gebieten mit UTC−10 einen Kalendertag voraus ist. Die Datumsgrenze befindet sich in diesem Ausnahmefall östlich der UTC+14 entsprechenden (realen) Zeitzone.
Uhren mit UTC+14 zeigen vierzehn Stunden später als solche mit koordinierter Weltzeit (UTC±0), und dreizehn Stunden später als mitteleuropäische Zeit.

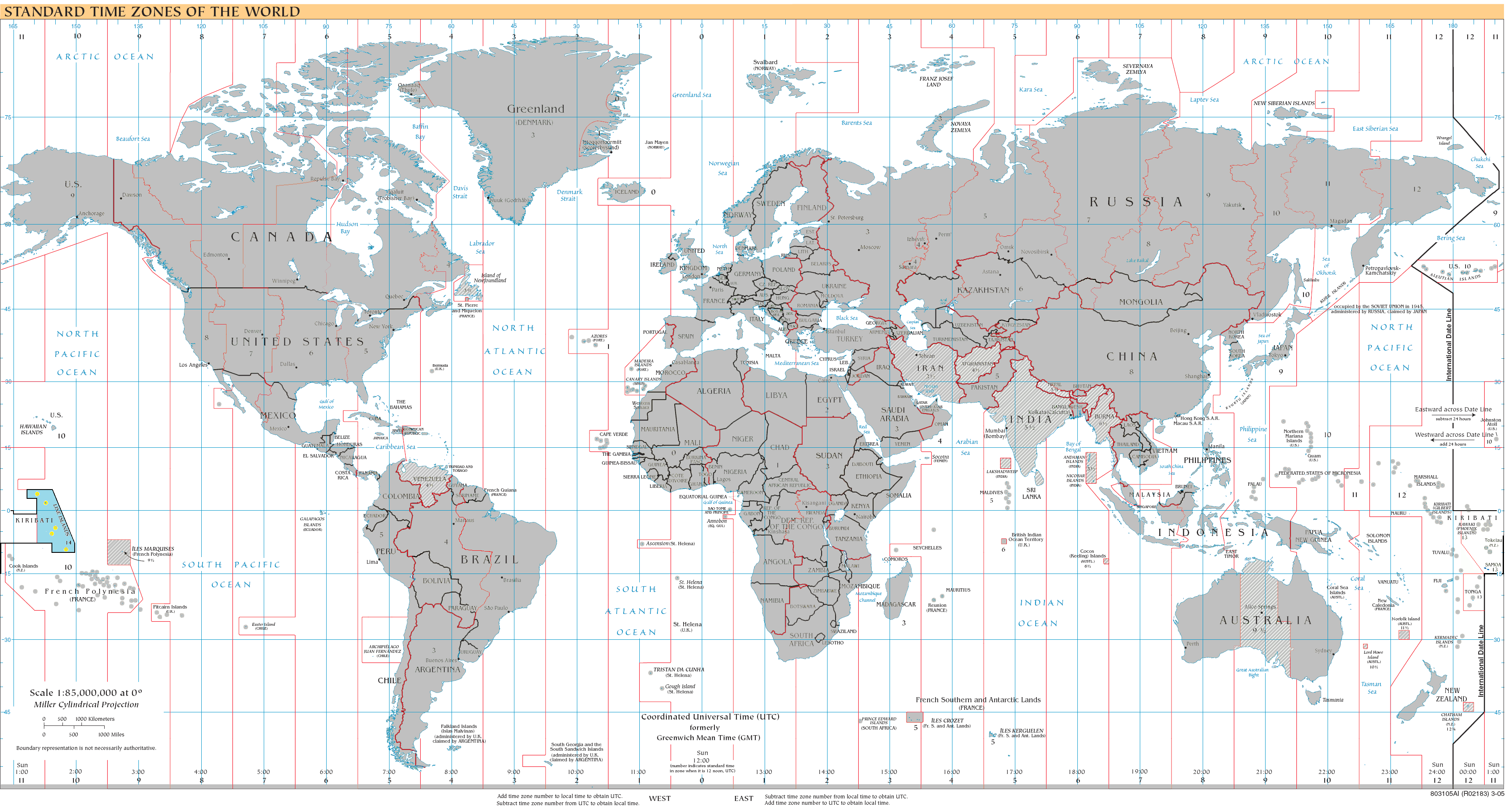
UTC+14

| Süd-Sommer-/Nord-NormalzeitSeegebiet | Nord-Sommer-/Süd-NormalzeitStandardzeit ganzjährig |

## Geltungsbereich

### Ganzjährig
- Kiribati
  - Line Islands einschließlich Kiritimati

## Ortszeit im östlichen Kiribati
Die Republik Kiribati beschloss   1994, das Datum auf ihren östlichsten Inseln Teraina, Tabuaeran und Kiritimati (Verwaltungsbezirk Line Islands)  vorzustellen.
Bis dahin war die Datumsgrenze mitten durch den etwa 5000 km in Ost-West-Richtung ausgedehnten Staat verlaufen. Auf den benachbarten Inseln mit ähnlicher geographischer Länge, im Besonderen Hawaii (USA) im Norden und Tahiti (Französisch-Polynesien) im Süden, wird bis heute die Zonenzeit UTC−10 benutzt, auf den Line Islands aber seit dem 1. Januar 1995 die UTC+14, sodass jetzt dort zwar die gleiche Uhrzeit, aber ein um einen Tag späteres Datum als bei den nördlichen und südlichen Nachbarn besteht. Mit der Hauptstadt South Tarawa auf den in Kiribati am westlichsten gelegenen Gilbertinseln hat man nun dasselbe Datum und wie bisher eine zwei Stunden spätere Uhrzeit als diese (Gilbertinseln: UTC+12). Mit dieser Änderung wurde die Datumsgrenze im Bereich des Äquators um über 1000 Kilometer ostwärts verschoben.

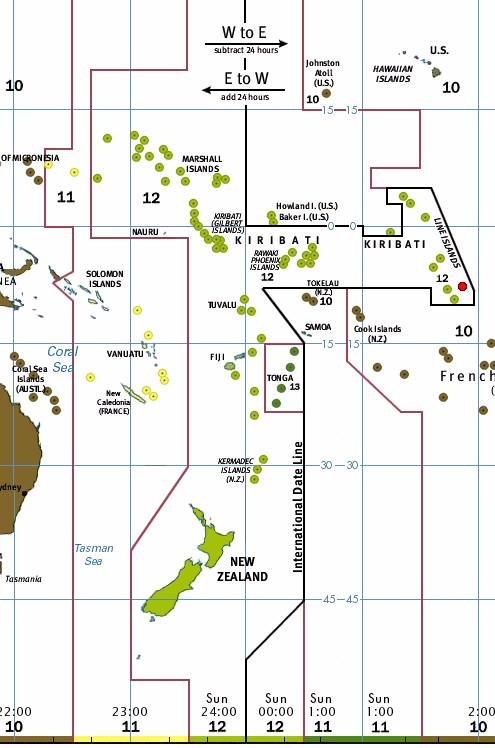
Verlauf der Datumsgrenze im südlichen Westpazifik, Caroline (Millennium) rot markiert (Mitte rechts)

Die Neuregelung war vom damaligen Beretitenti (Präsidenten) Teburoro Tito initiiert worden, wobei neben der erklärten Absicht, ein einheitliches Datum im ganzen Staatsgebiet zu haben, auch der Effekt eintrat, dass auf den Line Islands der früheste Datumswechsel vollzogen wird. Angesichts des nahenden Jahreswechsels 1999/2000 (Millennium) und der daraus folgenden enormen Aufmerksamkeit, die der Beginn der weltweiten Feierlichkeiten auf sich ziehen würde, protestierten Tonga und Neuseeland, deren Städte Niuafoʻou (Niua-Inseln, Zeitverschiebung UTC+13) beziehungsweise Waitangi (Chatham, verwendet heute UTC+12:45/UTC+13:45) bis dahin als die Datumsgrenzen-nächsten Inselstädte galten. Die UNO lehnte jegliche Kompetenz ab (Zeitsetzung fällt in die nationale Zuständigkeit), und das Royal Greenwich Observatory registrierte den neuen Verlauf der Datumslinie.
Auf dem unbewohnten Caroline-Atoll der Line Islands findet seitdem  der früheste Datumswechsel nach Sonnenzeit statt. Dort wurden die weltweiten Millenniumsfeiern mit einer Zeremonie am 31. Dezember 1999, 15:43 UTC±0 (1. Januar 2000, 5:43 Uhr UTC+14) eröffnet, und sie wird seither offiziell Millenniumsinsel (Millennium Island) genannt.
Die zu den United States Minor Outlying Islands gehörenden Inseln der Line Islands (Jarvisinsel, Kingmanriff und Palmyra) sind unbewohnt, verwenden aber die Zonenzeit UTC−11.